# Grup Focus
El Grup Focus és un grup empresarial català dedicat a la gestió d'equipaments culturals i a la producció d'espectacles i esdeveniments culturals. La primera de les seves empreses fou fundada a Barcelona el 1986 i el grup es va formar com a tal legalment el 2007. Està ubicat al carrer d'Àvila, 149-155 del barri del Poblenou. El seu president és Daniel Martínez.

## Història
L'empresa es va fundar el 13 de febrer de 1986 amb el nom legal de Serveis de l'Espectacle FOCUS, S.A. Va tenir la seva primera seu al Carrer Matanzas, del Barris dels Indians (Sant Andreu), on tenia la seva seu el Grup de Teatre Genesis Teatral.
Anys 90
La seva primera producció reeixida va ser Estan tocant la nostra cançó que es va estrenar el 1990 al Teatre Goya i on es van realitzar més de 200 funcions. L'obra va tenir una versió en castellà, presentada al Teatre Alcalá-Palace de Madrid.
Dos anys després, l'empresa es va encarregar de la gestió integral del Teatre Condal de Barcelona. Hi van estrenar L'Estranya Parella, una obra de teatre amb Joan Pera i el desaparegut Paco Morán, que va ser un èxit rotund de públic, amb més d'un milió d'espectadors (concretament 1.123.797) que van mantenir l'espectacle en cartell fins al 1999.
Aquesta producció els va permetre iniciar així una etapa d'expansió empresarial, especialitzant-se en la gestió d'espais teatrals, entre els quals destaquen el Tívoli, el Principal o la Villarroel de Barcelona. El 1997 es presentà l'obra La Verbena de la paloma al Festival d'Edimburg, on el seu director, Calixto Bieito, va fer la seva posada de llarg a escala internacional. Poc després seria nomenat director artístic del Teatre Romea i realitzaria La vida es sueño, que va funcionar molt bé a Edimburg, Londres i Nova York. A finals dels 90 l'empresa també va començar a gestionar grans esdeveniments, com la cavalcada de Barcelona o la festa d'inauguració del Port de Tarragona. El 1999 l'empresa es va traslladar a l'actual seu del carrer d'Àvila.
Anys 2000
Durant els primers anys del segle XXI l'empresa va continuant la seva expansió amb la internacionalització d'espectacles com Macbeth, que va triomfar al Barbican de Londres (2003), La ópera de cuatro cuartos a París (2003), Mestres Antics al Festival Internacional de Teatro de Caracas. El 2002 va obrir el Barcelona Teatre Musical, després d'haver reformat un antic Palau d'Esports. El 2006 el grup va obrir una oficina a Madrid. El 2007 es va constituir formalment com a Grup Focus. En aquest període van gestionar grans esdeveniments com actes inaugurals de la Fira de Frankfurt 2007, Saragossa 2008 i els actes del bicentenari del 2 de maig a Madrid.
Dècada de 2010
El 2011 Julio Manrique va assumir la direcció del Teatre Romea, que ocuparia fins al 2013. El 2012 l'empresa va gestionar l'acte central de l'Expo Universal Xangai 2010 i la visita del Papa Benet XVI a Barcelona. El 2013 i 2014 van organitzar la Festa de Cap d'Any de Barcelona, celebrades a l'Avinguda Maria Cristina. El 2014 El Grup va celebrar el seu espectador 10.000.000, després de 228 produccions, premiant una jove espectadora amb un viatge a Londres, entrades par a un musical del West End i un any de teatre gratuït.
Dècada de 2020
El 2022 va convocar, mitjançant Àfora Focus i juntament amb l'editorial Comanegra, el primer Premi Santa Eulàlia de novel·la.

## Activitats

### Gestió d'equipaments
El 1990 l'empresa va assumir la gestió integral del Teatre Condal de Barcelona i posteriorment n'ha assumit d'altres: Teatre Tívoli (1996), Teatre Principal de Barcelonona (1997), Teatre Joventut de L'Hospitalet de Llobregat, Teatre Romea (1999), Barcelona Teatre Musical (2002), Teatre Villarroel (2006, amb Javier Daulte) i Teatre Goya (2008).

### Gestió d'esdeveniments
A finals dels anys 90 l'empresa va ampliar el seu àmbit d'actuació, començant a produir grans esdeveniments com la Cavalcada de Reis de Barcelona, la festa d'inauguració del Port de Tarragona, el Festival de Música de Galícia o el Festival Dos Océanos de Lisboa, entre d'altres. El 2004 van crear i produir l'espectacle Moure el món, l'espectacle inaugural del Fòrum de les Cultures de Barcelona. El 2007 va dissenyar i produir l'espectacle inaugural de la Fira del Llibre de Frankfurt que tenia com a convidada a la cultura catalana i presentà Tirant lo Blanc a Berlín i Frankfurt. Un any després va idear i dirigir l'espectacle inaugural de l'Expo Zaragoza 2008, amb el títol d'Iceberg, Sinfonía poético visual, creat i dirigit per Calixto Bieito. El 2008 va gestionar l'acte central del Bicentenari del 2 de maig a Madrid.

### Producció d'espectacles
Al llarg de la seva història el Grup Focus ha produït desenes d'espectacles teatrals, entre els quals destaquen cronològicament Estan tocant la nostra cançó (1990), la versió teatral de Las amistades peligrosas (1993), La Extraña pareja, amb Joan Pera i Paco Morán, espectacle que ha estat, durant més temps, ininterrompudament, a la cartellera barcelonina (1995-1999); La vida es sueño (1998), Germans de sang, La Jaula de las Locas, Mamaaa, Macbeth (2003), Matar al Presidente, Desaparecer (2012).

## Teatres
A 2015 el Grup Focus gestionava 5 teatres, 4 d'ells a Barcelona i 1 a Madrid: El Teatre Romea, el Teatre Goya, el Teatre Condal, La Villarroel, el Teatro La Latina. També gestiona el Barcelona Internacional Teatre, una plataforma de producció teatral amb l'objectiu d'internacionalitzar el teatre català.

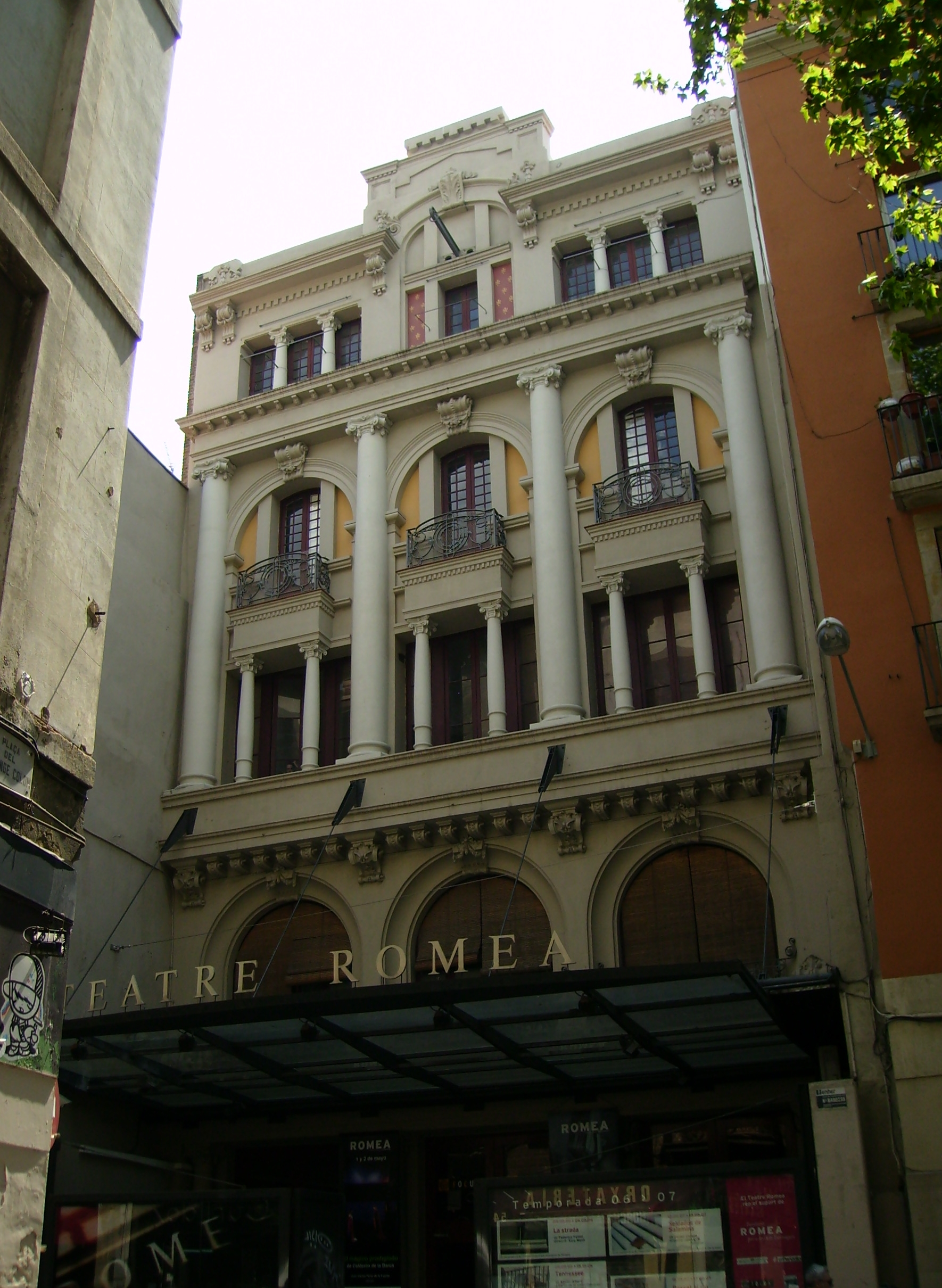
Teatre Romea
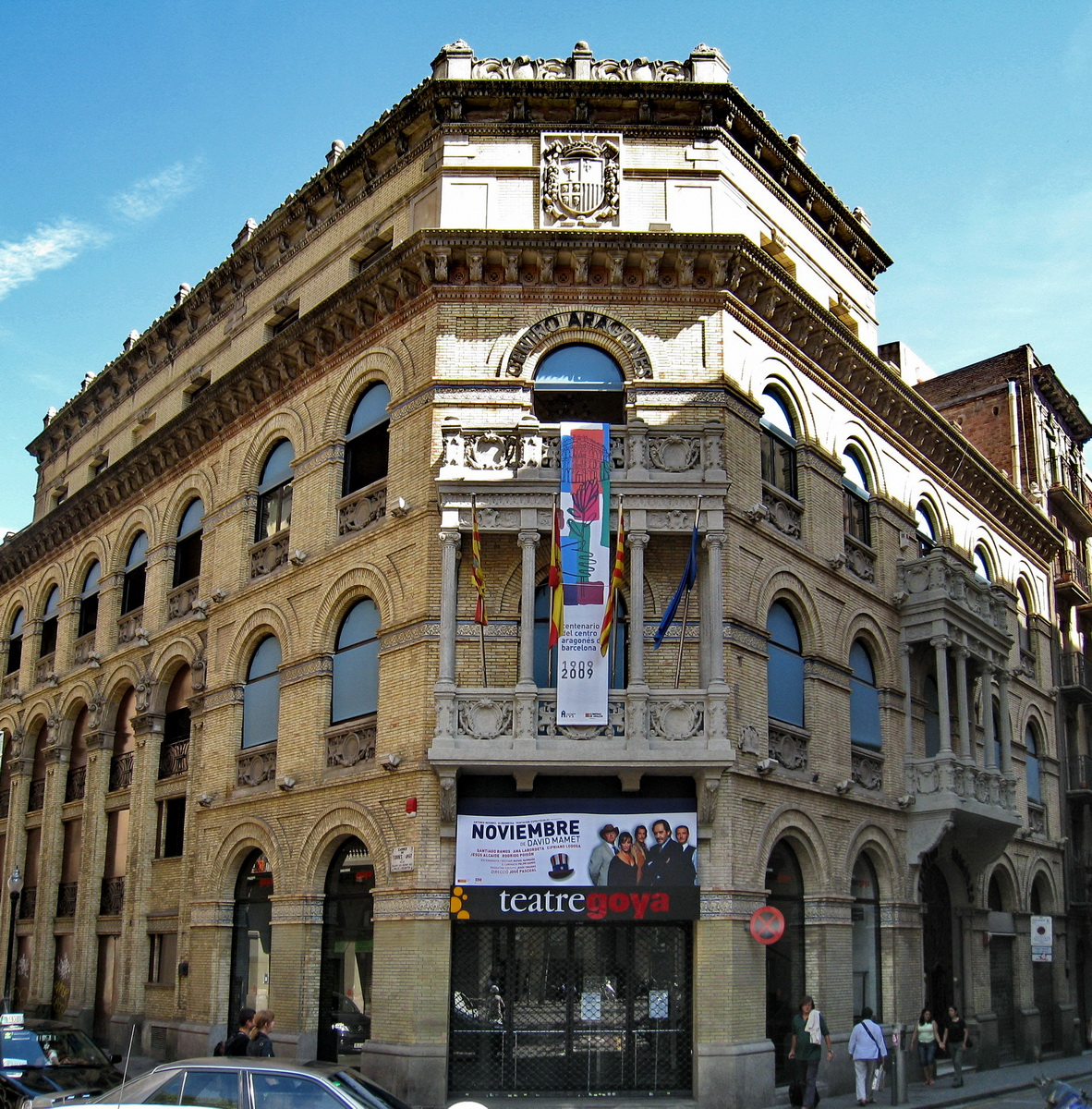
Teatre Goya
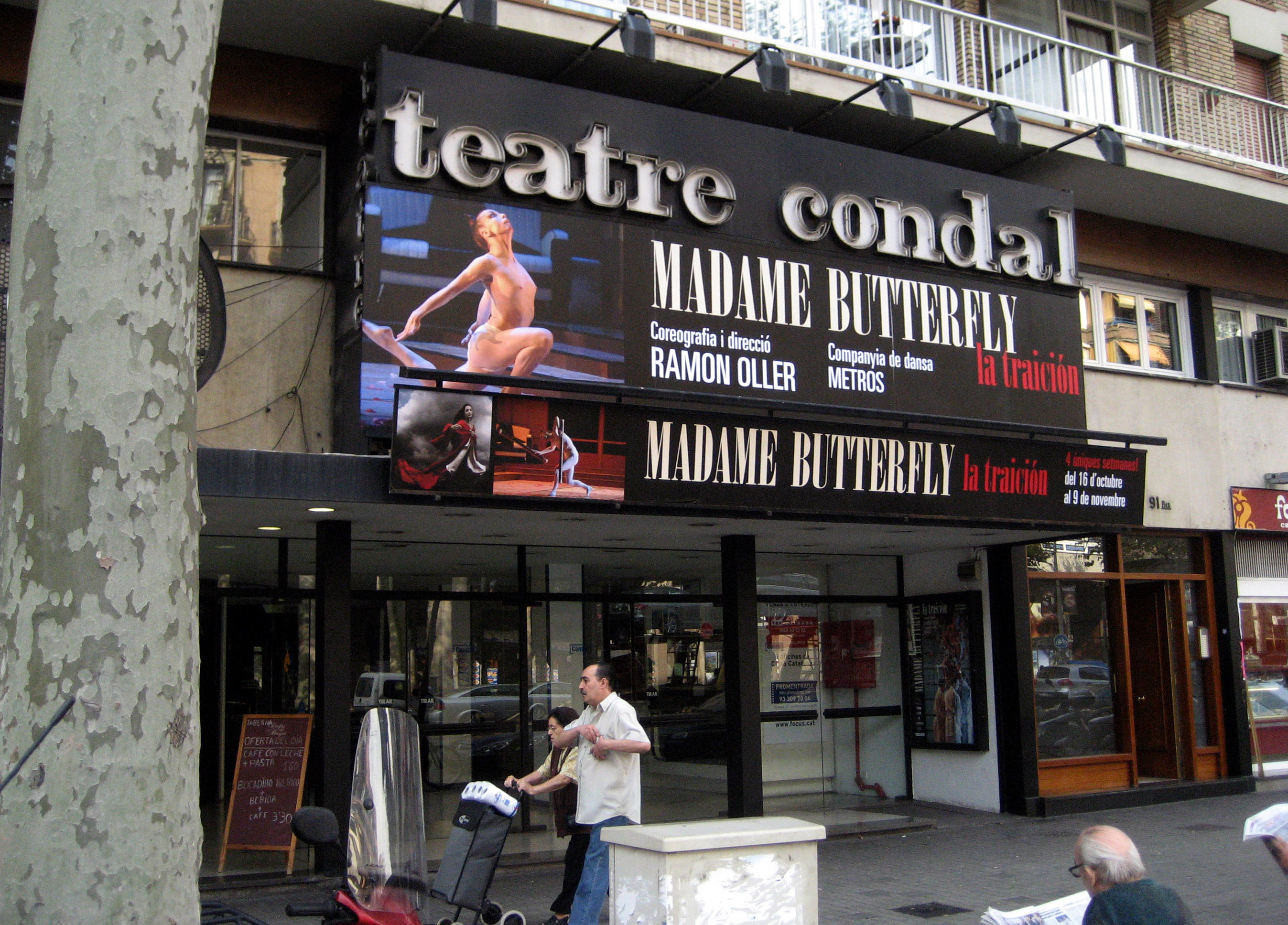
Teatre Condal
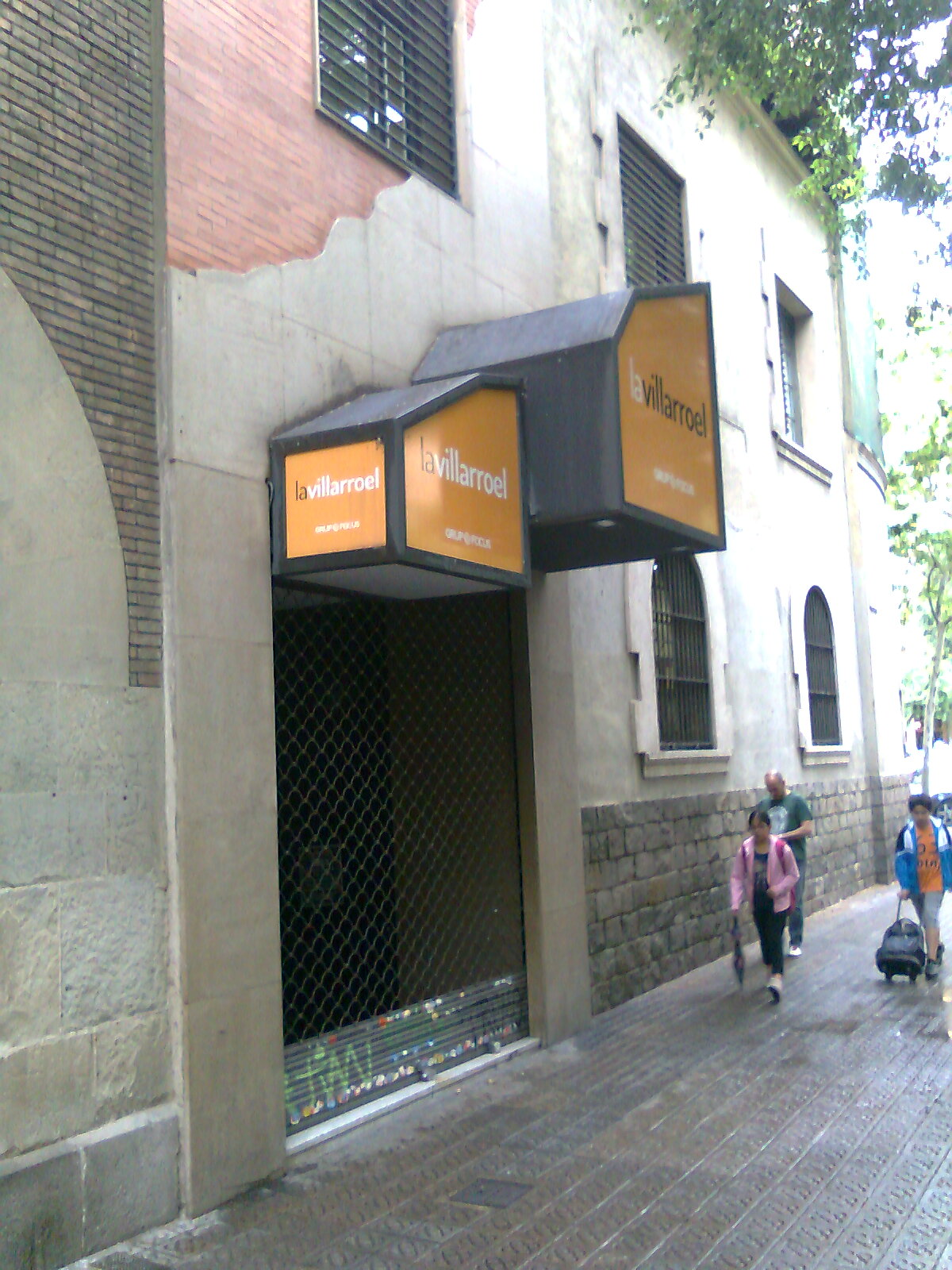
La Villarroel
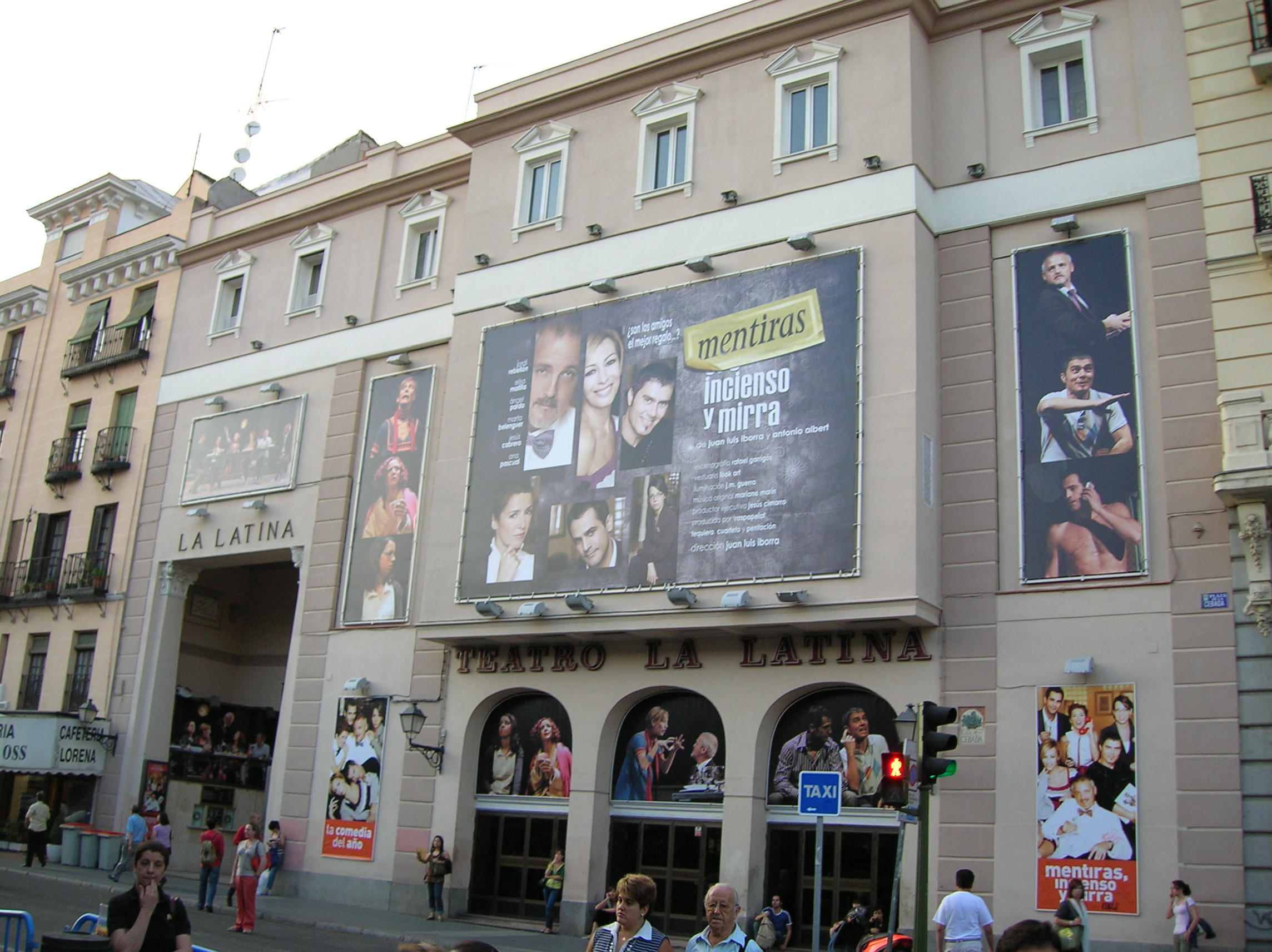
Teatro La Latina